# Episodi di Giorno per giorno (serie televisiva 1975) (sesta stagione)
La sesta stagione della serie televisiva Giorno per giorno, composta da 21 episodi, è stata trasmessa negli Stati Uniti sul canale CBS dal 9 novembre 1980 al 10 maggio 1981.
| n° | Titolo originale        | Titolo italiano | Prima TV USA     | Prima TV Italia |
| -- | ----------------------- | --------------- | ---------------- | --------------- |
| 1  | Teacher's Pet           |                 | 9 novembre 1980  |                 |
| 2  | The Amarillo Connection |                 | 16 novembre 1980 |                 |
| 3  | Ann Meets Nick (Part 1) |                 | 23 novembre 1980 |                 |
| 4  | Ann Meets Nick (Part 2) |                 | 30 novembre 1980 |                 |
| 5  | Farewell, My Suite      |                 | 7 dicembre 1980  |                 |
| 6  | Merry Widow             |                 | 14 dicembre 1980 |                 |
| 7  | The Drop Out            |                 | 21 dicembre 1980 |                 |
| 8  | A Shot in the Dark      |                 | 4 gennaio 1981   |                 |
| 9  | Sunday Father           |                 | 11 gennaio 1981  |                 |
| 10 | November Song           |                 | 18 gennaio 1981  |                 |
| 11 | November Song           |                 | 18 gennaio 1981  |                 |
| 12 | Five Fingered Discount  |                 | 1 febbraio 1981  |                 |
| 13 | I Do, I Do              |                 | 15 febbraio 1981 |                 |
| 14 | A Tiny Romance          |                 | 22 febbraio 1981 |                 |
| 15 | Out of Bounds           |                 | 8 marzo 1981     |                 |
| 16 | Once a Mom              |                 | 15 marzo 1981    |                 |
| 17 | Alex's Project          |                 | 5 aprile 1981    |                 |
| 18 | Caveat Emptor           |                 | 5 aprile 1981    |                 |
| 19 | Small Wonder II         |                 | 19 aprile 1981   |                 |
| 20 | Wicked Ann              |                 | 3 maggio 1981    |                 |
| 21 | Indianapolis Story      |                 | 10 maggio 1981   |                 |